# 大人の自由時間
『大人の自由時間』（おとなのじゆうじかん）は、日本BS放送（BS11デジタル）で開局当初から2009年4月まで毎週月曜から金曜にかけて放送されていた生ワイドトーク番組。

## 番組概要
開局翌週の2007年12月3日放送開始。当初はBS11の看板番組の一つに位置付けられていた。
内容と出演者は日替わりになっているのが特徴。若年層向けの番組が多い地上波テレビと一線を画す意味で、タイトル通り「大人」を対象とした番組作りがなされている。政治や経済を扱う堅いものから、「居酒屋トーク」的なやわらかいものまで、多彩な構成となっていた。番組終盤は再放送も多かった。
全曜日においてスタジオセットはなく、上下左右すべてをクロマキー合成できる、「VR360」方式のスタジオから放送されている。実際のスタジオは全面緑一色になっているが、クロマキーによって、バーの店内や道ばた、野外といったさまざまなロケーションを画面上で再現でき、あたかも出演者陣がその場にいるかのような放送を可能としていた。
木曜日のみ、ミニコーナーとして、宝くじ広報番組『宝くじドリームサテライト』を放送する関係で、宝くじの当選番号を連動データ放送で放送していた。
各曜日ともオープニングは時宜を得た話題を取り扱ったり、その日発行された夕刊紙面を紹介したりしていた、2008年7月からは新たに「NEWSの眼」という全曜日共通のコーナータイトルを冠し、生放送らしさをアピールしていた。通常は日本BS放送の株主である毎日新聞の紙面の記事を中心に取り上げるが、水曜日のみ司会のなぎら健壱がCM出演をしている東京新聞の記事から取り上げていた。
2008年10月24日には、当番組とパラダイステレビ『裸のニュースステーション3』が一部同時生放送を行った。BS放送とCS放送による同時放送はWOWOWなどのサイマル放送を除き、日本国内で初のケースとなった。
2009年4月2日の放送をもって終了。月曜日の『西川のりおの言語道断』と木曜日の『喬太郎のそれでも気楽に粋ましょう!』は独立番組となって2009年6月まで放送された。また、木曜日のミニ番組『宝くじドリームサテライト』は平日の20:58 - 21:00（木曜のみ20:57 - 21:00）に単独番組として2023年現在も放送されている。

## 放送時間
本放送
野球中継を放送するときは番組は休止となる。
- 2007年12月3日 - 2008年3月28日、月曜〜金曜 18:30 - 21:15（生放送） 
  - 途中、19:25 - 19:30に「BS11ニュース」、20:25 - 20:30に「タイムレス」（環境映像番組）を挟む。
- 2008年3月31日 - 2009年4月2日、月曜〜金曜 19:00 - 21:45（生放送） 
  - 途中、19:55 - 20:00に「BS11ニュース」、20:55 - 21:00に「タイムレス」（環境映像番組）を挟む。

再放送
- 2007年12月5日 - 2008年3月28日、月曜〜金曜 9:00 - 11:45 
  - 本放送の月曜日〜水曜日分は2日遅れ、木曜日・金曜日分は翌週に4日遅れで放送。
  - 途中、9:55 - 10:00に「タイムレス」「earthTV」、10:55 - 11:00に「BS11ニュース」「earthTV」を挟む。ただし放送中の案内テロップは本放送のときのままとなっている。
- 2008年4月1日 - 2008年8月29日、月曜〜金曜 6:30 - 7:58（前編） 10:00 - 10:30（後編） 
  - 本放送の月曜日〜木曜日分は翌日、金曜日分は翌週月曜日に再放送。本放送の一部をカットして再放送している。案内テロップ等は先述通り。
- 2008年9月1日 - 2009年4月3日、月曜〜金曜 6:30 - 8:00 
  - 前半1時間半のみの放送。それ以外は先述と同様だが、前日の本放送が休止した場合はその曜日の総集編を放送する。

## 放送内容・出演

### 月曜日

#### 西川のりおの言語道断
出演
- 西川のりお（漫才師だが、師匠・西川きよしの影響で近年社会派ライターとしても活動していることから起用された）
- 野坂麻央（小説家・エッセイスト。野坂昭如の長女）　ほか

内容
- 毎週、政界のキーパーソンをゲストに迎え、様々な問題について“庶民”の目線から西川が迫るトークが中心。
- ミニコーナーとして、弥彦競輪場のキャンペーンガール「すぴRits」による『ふるさとダービー弥彦』の宣伝が行われる。

| BS11 月曜 20時 - 22時枠 | BS11 月曜 20時 - 22時枠                  | BS11 月曜 20時 - 22時枠                                                             |
| 前番組                  | 番組名                                   | 次番組                                                                              |
| ----------------------- | ---------------------------------------- | ----------------------------------------------------------------------------------- |
| 大人の自由時間          | 西川のりおの言語道断 （2009.4.6 - 6.29） | グリーンローズ ※20:00 - 21:30 （2009.7.6 - 12.24）テレビショッピング ※21:30 - 22:00 |

### 火曜日

#### 第②ニッポン国・独立宣言
出演
- ママ：阿川佐和子、檀ふみ（隔週）
- バーテンダー：本田聖嗣 （ピアニスト）

### 水曜日

#### なぎら開宝計画!
2007年12月5日 - 2009年2月25日放送。
野球中継となぎら自身のライブ活動などにより、2008年9月より11月や終盤は過去に放送された内容の再放送であった。
出演
- なぎら健壱
- 橋本美穂（名古屋を拠点とするフリーアナウンサー）
- Over Drive緒方（「お店丸ごとお取り寄せ」担当）
- ジャパニウム（「ウンチクリサーチ隊」担当）
- Erina、田中冴花（同上。どちらか一方が出演）

放送記録
「お店丸ごとお取り寄せ」で取り上げられた店
- 第1回「酒喰洲」（東京都中央区日本橋久松町2-10）
- 第2回「神田まつや」（東京都千代田区神田須田町1-13）
- 第3回「野焼本店」（東京都港区新橋2丁目8-16）
- 第4回「すし屋の芳国」（東京都世田谷区太子堂5-4-10）
- 第5回「鈴芳」（東京都台東区浅草2丁目5-1）
- 第6回「とん平」（東京都台東区浅草2-3-17）
- 第7回「大勝」（東京都台東区浅草2-5-13）
- 第8回「正ちゃん」（東京都台東区浅草2丁目7-13）
- 第9回「みますや」（東京都千代田区神田司町2-15）
- 第10回「新日の基」（東京都千代田区有楽町2-4-4）
- 第11回「割烹吉葉」（東京都墨田区横網2-14-5）
- 第12回「いせや総本店公園店」（東京都武蔵野市吉祥寺南町1-15-8）
- 第13回「肉の大山」（東京都台東区上野6-13-2）
- 第14回「根室食堂」（目黒区鷹番3-8-10）
- 第15回「だるま」（東京都江東区門前仲町2-7-3）
- 第17回「捕鯨船」（東京都台東区浅草2-4-3）
- 第18回「亀戸餃子」（東京都江東区亀戸5-3-3）
- 第19回「第二宝来屋」（東京都新宿区西新宿1-2-7）

ゲストなど
| 回 | 本放送の日 | 52年ぐらい会           | なぎペディア         | なぎペディア                                         |
| 回 | 本放送の日 | 52年ぐらい会           | 項目                 | ゲスト                                               |
| -- | ---------- | ---------------------- | -------------------- | ---------------------------------------------------- |
| 1  | 2007/12/5  | 上田正樹               | 酒                   | 酒文化研究所、櫻正宗                                 |
| 2  | 2007/12/12 | 奥田瑛二               | 醤油                 | しょうゆ情報センター                                 |
| 3  | 2007/12/19 | 遠藤ミチロウ           | ラーメン             | はんつ遠藤、アイバンラーメン店長                     |
| 4  | 2007/12/25 | 清水國明               | 寿司                 | 森茂雄（全国すし連合会会長）                         |
| 5  | 2008/1/9   | 木之元亮               | 江戸文字             | 橘右之吉（橘流寄席文字家元）                         |
| 6  | 2008/1/16  | 岡崎友紀               | 立ち食いそば         | かめや                                               |
| 7  | 2008/1/23  | 夏樹陽子               | 中華まん             | はんつ遠藤                                           |
| 8  | 2008/1/30  | 萩原流行               | 缶詰                 | 日本缶詰協会                                         |
| 9  | 2008/2/6   | 丹古母鬼馬二           | けん玉               | 日本けん玉協会                                       |
| 10 | 2008/2/13  | 池畑慎之介             | バレンタイン         | 日本チョコレート・ココア協会                         |
| 11 | 2008/2/20  | 斎藤洋介               | おにぎり             | 蒲田屋、はんつ遠藤                                   |
| 12 | 2008/2/27  | 神田紅                 | お通し               | 魚柄仁之助、下村邦和（創作和食料理店「月」総料理長） |
| 13 | 2008/3/5   | 藤波辰爾               | 駅弁                 | ウェブサイト「駅弁資料館」館長                       |
| 14 | 2008/3/12  | ジョニー大倉           | インスタントラーメン | 酒文化研究所、ベンチャーウイスキー                   |
| 15 | 2008/3/19  | 城後光義（ゆーとぴあ） | 地ウイスキー         | はんつ遠藤                                           |
| 16 | 2008/3/26  | 総集編                 | 総集編               | 総集編                                               |
| 17 | 2008/4/2   | 清水アキラ             | ふりかけ             | 魚柄仁之助                                           |
| 18 | 2008/4/9   | 井筒和幸               | 枕                   | 池田佳弘（株式会社丸八真綿 青山店 店長）             |
| 19 | 2008/4/16  | 辺見マリ               | カツ丼               |                                                      |

### 木曜日

#### 地球グッド・ニュース
2007年12月6日 - 2008年3月27日放送。
出演
- 司会：セイン・カミュ
- マイケル・マカティア
- 金田一aja（きんだいち・あや）

内容
- 世界の数都市に在住する在日経験がある外国人とインターネット回線で結び、現地のいい話をリポートしてもらうほか、日本の様々な問題について討議する。この日については当該現地のメディアからも逆取材を受けている。

#### 柳家喬太郎の気楽に粋ましょう!
出演
- 柳家喬太郎
- 魚住りえ
- 別府彩（コーナーアシスタント。2008年4月 - 2009年3月）
- 西川里美（コーナーアシスタント。2009年4月 - 2009年6月）

内容
- 2008年4月3日開始。『和』と『ニッポン』をテーマに、日本人がいま忘れがちな部分を再発見していく。2009年6月放送終了。
- ミニコーナーとして、宝くじ広報番組『宝くじドリームサテライト』を放送。番組放送中、データ放送ではミニロト、ロト6、ロト7、ビンゴ5、ナンバーズの抽選結果が表示される。
- 月に1回、柳家喬太郎の落語が放送される（週不定）
- ゲストには俳優や落語家などを迎えることが多いが、三遊亭歌武蔵が司会を代行するときはアニメ「機動戦士ガンダム」に出演した声優をゲストに迎えることが多い。
- 番組のコンセプトは2009年10月より後継番組『柳家喬太郎の粋ダネ!』に引き継がれた。司会に変更はない。

ゲスト
| 放送記録 | 放送記録   | 放送記録                                        | 放送記録                                                                      |
| 回       | 本放送の日 | ゲスト                                          | 備考                                                                          |
| -------- | ---------- | ----------------------------------------------- | ----------------------------------------------------------------------------- |
| 1        | 2008/4/3   | 森次晃嗣                                        |                                                                               |
| 2        | 2008/4/10  | 石丸謙二郎                                      |                                                                               |
| 3        | 2008/4/17  | 酒井雄哉                                        |                                                                               |
| 4        | 2008/4/24  | 梅津栄                                          |                                                                               |
| 5        | 2008/5/1   | ささきいさお                                    |                                                                               |
| 6        | 2008/5/8   | 泉麻人                                          |                                                                               |
| 7        | 2008/5/15  | 黒部進                                          |                                                                               |
| 8        | 2008/5/22  | 古谷徹                                          | 柳家喬太郎が高座出演のため三遊亭歌武蔵が司会を代行。                          |
| 9        | 2008/5/29  | 武野功雄                                        | 柳家喬太郎とは『欽ドン!良い子悪い子普通の子おまけの子』（フジテレビ）で共演。 |
| 10       | 2008/6/5   | 浅井慎平                                        | 柳家喬太郎が高座出演のため前半は魚住と別府2人で進行。                         |
| 11       | 2008/6/12  | 山崎バニラ                                      |                                                                               |
| 12       | 2008/6/19  | 阿藤快                                          |                                                                               |
| 13       | 2008/6/26  | 立松和平                                        |                                                                               |
| 14       | 2008/7/3   | 藤原喜明                                        |                                                                               |
| 15       | 2008/7/10  | 国本武春                                        |                                                                               |
| 16       | 2008/7/17  | 渡辺哲                                          |                                                                               |
| 17       | 2008/7/24  | 河崎実                                          |                                                                               |
| 18       | 2008/7/31  | 稲川淳二                                        |                                                                               |
| 19       | 2008/8/7   | 古今亭志ん太 三遊亭あし歌 三遊亭歌彦 古今亭菊可 |                                                                               |
| 20       | 2008/8/21  | 水谷八重子                                      |                                                                               |
| 21       | 2008/8/28  | 神田茜                                          |                                                                               |
| 22       | 2008/9/11  | 銀河万丈                                        | 柳家喬太郎が高座出演のため三遊亭歌武蔵が司会を代行。                          |
| 23       | 2008/9/25  | いっこく堂                                      |                                                                               |
| 24       | 2008/10/2  | 長嶺ヤス子                                      | 柳家喬太郎が高座出演のため三遊亭歌武蔵が司会を代行。                          |
| 25       | 2008/10/9  | パラダイス山元                                  |                                                                               |
| 26       | 2008/10/16 | 市川春猿                                        |                                                                               |
| 27       | 2008/10/23 | 水木一郎                                        |                                                                               |
| 28       | 2008/10/30 | サンプラザ中野くん                              |                                                                               |
| 29       | 2008/11/6  | 佐戸井けん太                                    |                                                                               |
| 30       | 2008/11/13 | 山崎美貴                                        |                                                                               |
| 31       | 2008/11/20 | 古川登志夫                                      | 柳家喬太郎が高座出演のため三遊亭歌武蔵が司会を代行。                          |
| 32       | 2008/12/4  | 松澤一之                                        |                                                                               |
| 33       | 2008/12/11 | 春風亭昇太                                      |                                                                               |
| 34       | 2008/12/18 | 鷲尾真知子                                      |                                                                               |
| 35       | 2008/12/25 | 佐原健二 桜井浩子 西条康彦                      |                                                                               |
| 36       | 2009/1/8   | 小宮孝泰                                        |                                                                               |
| 37       | 2009/1/15  | 土屋嘉男                                        |                                                                               |
| 38       | 2009/1/22  | 清水よし子                                      |                                                                               |
| 39       | 2009/1/29  | 山口良一                                        |                                                                               |
| 40       | 2009/2/5   | 片岡孝太郎                                      |                                                                               |
| 41       | 2009/2/12  | 風間杜夫                                        |                                                                               |
| 42       | 2009/2/19  | 土田早苗                                        |                                                                               |
| 43       | 2009/2/26  | 松原智恵子                                      |                                                                               |
| 44       | 2009/3/5   | 涼風真世                                        |                                                                               |
| 45       | 2009/3/12  | 国本武春                                        | 2008/7/10の再放送                                                             |
| 46       | 2009/3/19  | 渡辺哲                                          | 2008/7/17の再放送                                                             |
| 47       | 2009/3/26  | 古今亭志ん丸 三遊亭歌橘 三遊亭歌奴 古今亭菊太   | 2008/8/7の再放送。高座名は昇進後のもの                                        |
| 48       | 2009/4/2   | 水谷八重子                                      | 2008/8/21の再放送                                                             |

| BS11 木曜 20時 - 22時枠 | BS11 木曜 20時 - 22時枠                                | BS11 木曜 20時 - 22時枠                                  |
| 前番組                  | 番組名                                                 | 次番組                                                   |
| ----------------------- | ------------------------------------------------------ | -------------------------------------------------------- |
| 大人の自由時間          | 喬太郎のそれでも気楽に粋ましょう! （2009.4.16 - 6.25） | イレブン・シネマズHD（映画番組） （2009.7.2 - 2010.4.1） |

### 金曜日

#### モト冬樹のセカンド・ライフ探し
2007年12月7日 - 2008年3月28日放送。
出演
- 司会：モト冬樹
- 辻沢響江（2007年12月 - 2008年1月）
- 魚住りえ（2008年2月 - 2008年3月）

内容
- 毎回「セカンドライフ・ティーチャー」として迎えたゲストから、いわゆる「第二の人生」を充実させるためのヒントや極意を教授してもらう。

#### 週替わり企画
- 2008年4月4日開始。「毎週金曜日は特別な日」と題し、さまざまな企画で放送。

内容
| 放送記録 | 放送記録   | 放送記録                                                        | 放送記録                                                      |
| 回       | 本放送の日 | 司会・出演者                                                    | タイトル                                                      |
| -------- | ---------- | --------------------------------------------------------------- | ------------------------------------------------------------- |
| 1        | 2008/4/4   | 中村福助                                                        | 大人の粋な遊び                                                |
| 2        | 2008/4/11  | 蟹瀬誠一                                                        | 暴く!!ニュース・噂の裏の裏 #1                                 |
| 3        | 2008/4/18  | 藤森夕子                                                        | 藤森夕子のセレブ気分 #1                                       |
| 4        | 2008/4/25  | 石田純一                                                        | 石田純一の社会の窓 #1                                         |
| 5        | 2008/5/2   | 桑名正博                                                        | 桑名正博の大人のロックやで!! #1                               |
| 6        | 2008/5/9   | 大鶴義丹 丸山浩                                                 | MOTOR STATION Special #1                                      |
| 7        | 2008/5/16  | 石田純一                                                        | 石田純一の社会の窓 #2                                         |
| 8        | 2008/5/23  | 渡邊哲夫 長友美貴子 磯山さやか                                  | ネオ・プロ野球 〜激闘!独立リーグ大特集〜                      |
| 9        | 2008/5/30  | 金剛地武志 山田玲奈 寺田椿                                      | テレブリッド #2                                               |
| 10       | 2008/6/6   | ダイナマイト・イシムラ 阪中香織 森一丁                          | 超エンターテインメントSHOW“マジック☆night!”                   |
| 11       | 2008/6/13  | 吉田照美 みうらじゅん                                           | 吉田照美・みうらじゅん かゆいところはありませんか?            |
| 12       | 2008/6/20  | 桑名正博                                                        | 桑名正博の大人のロックやで!! #2                               |
| 13       | 2008/6/27  | 山田五郎                                                        | 山田五郎のお茶の水カルチェラタン 〜Quartier latin〜           |
| 14       | 2008/7/4   | 櫻井英明                                                        | 櫻井英明の大人の"経済"談義                                    |
| 15       | 2008/7/11  | 丸山浩                                                          | MOTOR STATION Special #2 「importが熱い!」                    |
| 16       | 2008/7/18  | 藤森夕子                                                        | 藤森夕子のセレブ気分 #2                                       |
| 17       | 2008/7/25  | 金剛地武志 山田玲奈 寺田椿                                      | テレブリッド #3                                               |
| 18       | 2008/8/1   | 中田秀作                                                        | 甦る、昭和野球                                                |
| 19       | 2008/8/8   | 増田英彦（ますだおかだ） ヘリョン                               | 韓流ファンクラブ 〜韓流のハマリ方〜                           |
| 20       | 2008/8/15  | 蟹瀬誠一                                                        | 暴く!!ニュース・噂の裏の裏 #2                                 |
| 21       | 2008/8/22  | 宮本和知 武田修宏 山崎まさや                                    | 大人の青春白書 〜汗と涙と快楽と!?〜                           |
| 22       | 2008/8/29  | スティーブン・セキルバーグ 梶原しげる                           | UFOサミットスペシャル!                                        |
| 23       | 2008/9/5   | 丸山浩 三井忍                                                   | MOTOR STATION Special #3 「スーパーカブ」                     |
| 24       | 2008/9/12  | 土田晃之 つるの剛士 神奈月 有吉弘行 デンジャラス 360°モンキーズ | 季節外れの暑気払い 〜芸人だって人生考えています〜             |
| 25       | 2008/9/19  | 桑名正博                                                        | 桑名正博の"STATION 987" #1                                    |
| 26       | 2008/9/26  | 金剛地武志 山田玲奈 寺田椿                                      | テレブリッド #4                                               |
| 27       | 2008/10/3  | 浅井慎平                                                        | 浅井慎平 音の日記帳                                           |
| 28       | 2008/10/10 | 寺門ジモン                                                      | とことんカレー祭り'08                                         |
| 29       | 2008/10/17 | 三善英史 佳山明生 西口久美子                                    | 心に残る昭和の逸曲                                            |
| 30       | 2008/10/24 | 夏井亜美 黄金咲ちひろ                                           | 熟女たちの井戸端会議                                          |
| 31       | 2008/10/31 | 城咲仁 阪中香織                                                 | にっぽんバンザイ! 〜社長!あなたがいるから日本はハッピー!〜 #1 |
| 32       | 2008/11/7  | ロバート・ハリス                                                | ビートルズ研究所                                              |
| 33       | 2008/11/14 |                                                                 | ドリームオークション                                          |
| 34       | 2008/11/21 | 松崎しげる 伊藤聡子                                             | しげる愛                                                      |
| 35       | 2008/12/5  | 桑名正博                                                        | 桑名正博の"STATION 987" #2                                    |
| 36       | 2008/12/12 | 猪俣猛 後藤雅洋 中平穂積                                        | 今宵もJazzyな仲間たち!                                        |
| 37       | 2008/12/19 | 斎藤広達 土井英司 古瀬絵理                                      | ベストセラーBOOK TV                                           |
| 38       | 2008/12/26 | 城咲仁 阪中香織                                                 | にっぽんバンザイ! 〜社長!あなたがいるから日本はハッピー!〜 #2 |
| 39       | 2009/1/9   | 西谷泰人 小菅昭子 高杉瑞穂                                      | 開運!Happyシグナル                                            |
| 40       | 2009/1/16  | デビット・スミス 白勢恵 キャシー中島                            | 大人のハワイ時間 Big Island People                            |
| 41       | 2009/1/23  | 梶原しげる スティーブン・セキルバーグ                           | UFOサミットスペシャル! #2                                     |
| 42       | 2009/1/30  | 城咲仁 阪中香織                                                 | にっぽんバンザイ! 〜社長!あなたがいるから日本はハッピー!〜 #3 |
| 43       | 2009/2/6   | 吉田照美 蒼井里紗                                               | 我らのアート                                                  |
| 44       | 2009/2/13  | イジリー岡田 岡田斗司夫 阪中香織                                | オタ☆イジリー 〜オタクの道は世界に通ず!?〜                    |

### スペシャル企画
その他、年末年始などを中心に浅草キッドや桑名正博など特別パーソナリティを迎えての編成も行われる。

2008年11月27日と11月28日に「どこよりも早く!総選挙シミュレーション"政権争奪!"」を放送。
　　　　　　　　　　　　　　